# IC 4169
IC 4169 ist eine kompakte Galaxie vom Hubble-Typ C im Sternbild Jagdhunde am Nordsternhimmel.
Das Objekt wurde am 21. März 1903 von Max Wolf entdeckt.